# Cucurbitella asperata
Cucurbitella asperata — вид квіткових рослин родини Cucurbitaceae. Це єдиний вид у роду Cucurbitella. Це виткий бульбовий геофіт, що походить із південної тропічної частини Південної Америки, починаючи від Болівії до західно-центральної та південної Бразилії, Парагваю, Уругваю та північної Аргентини.
Вид був вперше описаний як Cucurbita asperata в 1833 році. У 1846 році Вільгельм Герхард Вальперс відніс його до роду Cucurbitella, який він назвав роком раніше.